# Parco di Emirgan

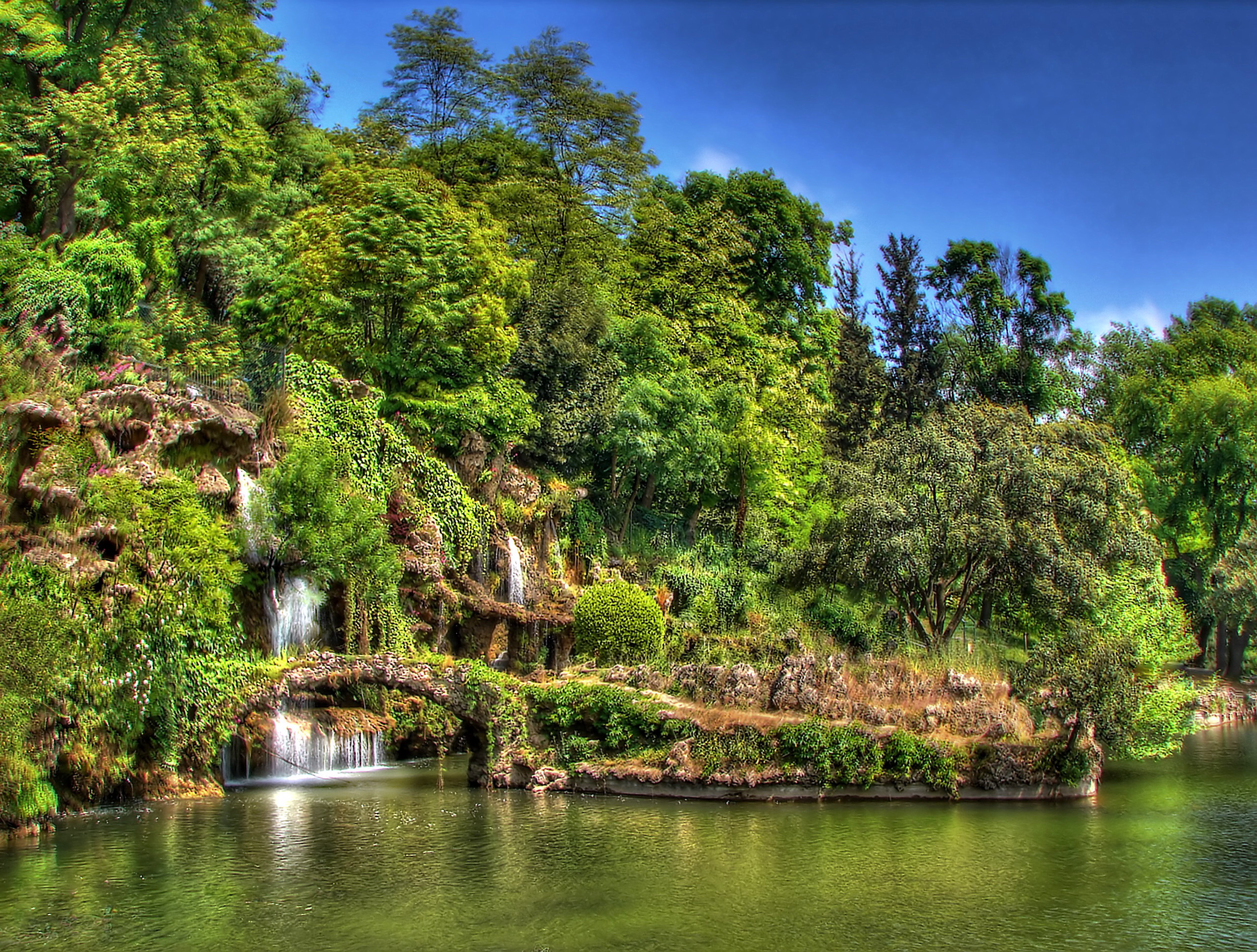
Il parco di Emirgan

Il Parco di Emirgan (in turco: Emirgan Korusu - "Boschetto di Emirgan" - o raramente Emirgan Parkı) è un parco urbano storico situato nella mahalle di Emirgan nel distretto di Sarıyer di Istanbul, in Turchia. Esso si trova sulla costa europea del Bosforo ed è uno dei più grandi parchi pubblici di Istanbul.

## Storia
Nell'era bizantina, l'intera area dove oggi si estende il parco era ricoperta di cipressi e conosciuta come "Kyparades" o "Foresta dei cipressi". Divenne noto con il nome di "Parco di Feridun Bey", quando verso la metà del sedicesimo secolo il terreno disabitato fu assegnato al Nişancı (l'equivalente di ministro degli esteri nell'impero ottomano) Feridun Bey. Nel XVII secolo, il sultano ottomano Murad IV (r. 1623-1640) regalò la proprietà all'emiro Gûne Han, un comandante persiano safavide, che aveva consegnato il suo castello assediato senza alcuna resistenza e lo aveva seguito a Istanbul. Il nome del Parco da "Feridun Bey" fu cambiato in "Emirgûne", che col tempo venne corrotto in "Emirgan". Nel corso dei secoli, la proprietà cambiò più volte: alla fine del 1860, esso era posseduto dal Khedive Isma'il Pascià (r. 1863-1879), governatore ottomano dell'Egitto e del Sudan. L'area era utilizzata come giardino di un grande Yalı in legno che egli fece costruire sulla riva del Bosforo. Inoltre, egli edificò all'interno del parco tre padiglioni in legno, che esistono ancora. Gli eredi della famiglia del Khedive vendettero la tenuta negli anni '30 a Satvet Lütfi Tozan, un ricco trafficante d'armi turco, il quale a sua volta negli anni '40 concesse il parco, inclusi i tre padiglioni, alla città di Istanbul mentre era in carica il governatore e sindaco Lütfi Kırdar (1938-1949).

## Il parco oggi

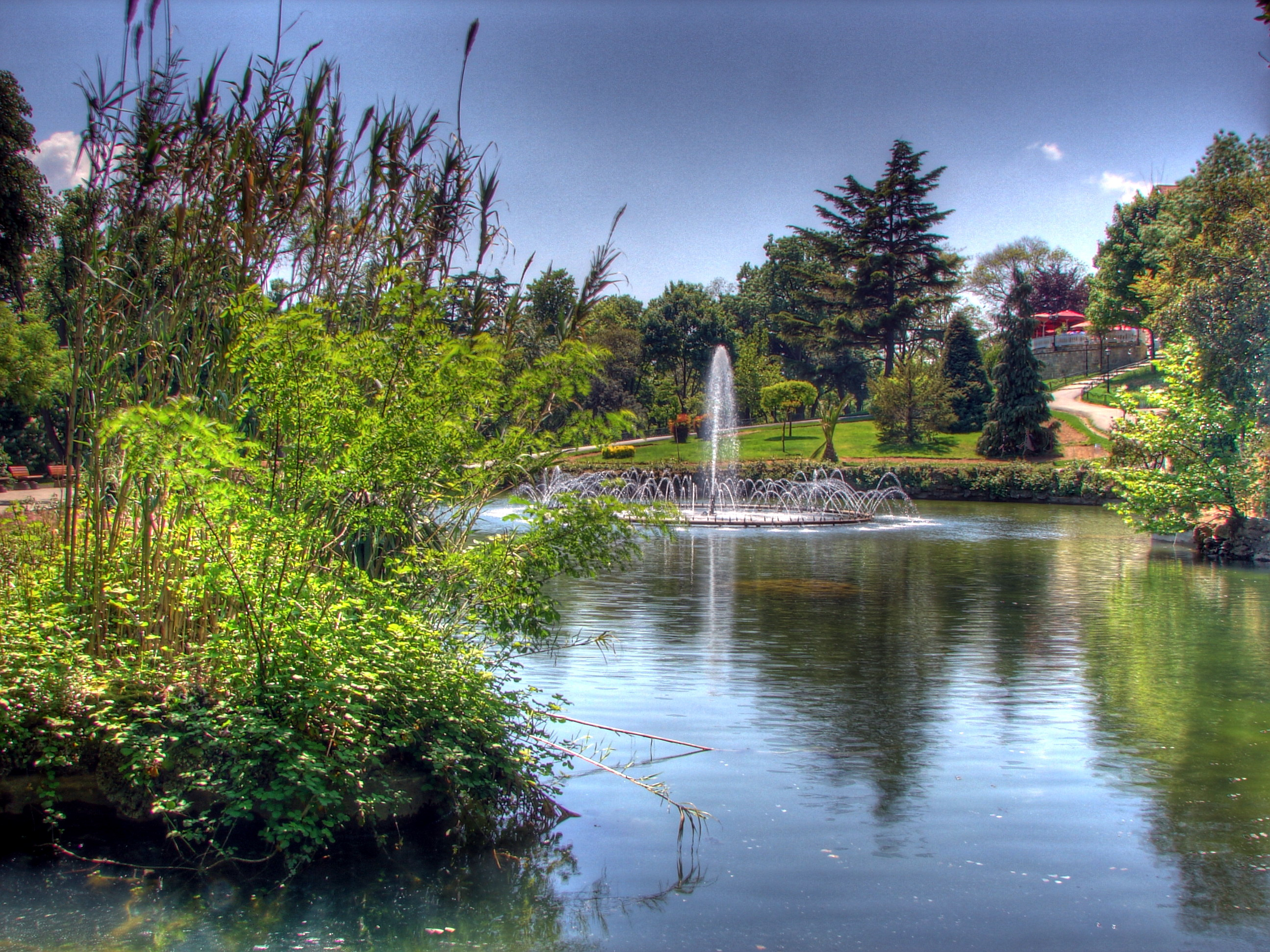
Uno stagno con fontana nel Parco di Emirgan

Il parco, di proprietà e amministrato oggi dalla Municipalità metropolitana di Istanbul, copre un'area di 47,2 ettari (472.000 m²) sul lato di una collina, ed è racchiuso da alte mura.
All'interno del parco con due laghetti decorativi sono presenti piante di oltre 120 specie. Gli alberi rari più importanti della flora del parco sono: pino cembro, pino turco, pino d'Aleppo, pino blu, pino bianco orientale, pino marittimo, cedro giapponese, abete rosso, abete azzurro, cedro dell'Atlante, cedro del Libano, cedro dell'Himalaya, faggio, frassino, sapindus, salice piangente, quercia ungherese, abete bianco del Colorado, ginkgo biloba, cedro della California, sequoia costiera e albero della canfora. Molte piste da jogging e tavoli da picnic rendono il parco di Emirgan una zona ricreativa molto popolare per la popolazione locale, specialmente durante i fine settimana e le vacanze. I tre padiglioni storici, chiamati dal loro colore esterno Padiglione Giallo, Padiglione Rosa e Padiglione Bianco, sono stati restaurati tra il 1979-1983 dal Touring and Automobile Club della Turchia sotto la direzione del suo presidente Çelik Gülersoy e aperti al pubblico come caffetteria e ristorante. Il Parco di Emirgan è strettamente associato al tulipano, il fiore tradizionale che ha dato il nome a un'epoca (1718-1730) dell'Impero ottomano. Negli anni '60 è stato creato un giardino speciale nel parco per far rivivere la tradizione della coltivazione dei tulipani della città. Dal 2005, ogni aprile viene organizzato un festival annuale internazionale di tulipani che rende il parco attraente e molto colorato da questi fiori.

### Il Padiglione giallo
Il Padiglione giallo (in turco: Sarı Köşk) è una grande villa in legno con la forma di uno chalet costruito dal Khedive Ismail Pascià tra il 1871 e il 1878 come residenza di caccia e per gli ospiti. Situata al centro del parco e affacciata sul Bosforo, la villa a due piani con un balcone, una terrazza e un seminterrato è costruita su un'area di 400 m² (4,300 piedi quadrati). Esso si compone di quattro stanze, una sala e una cucina al piano inferiore e tre stanze e un salone al piano superiore. La sua disposizione riflette l'architettura della casa ottomana tradizionale con un salone circondato da molti salotti. Le decorazioni sui soffitti e alle pareti erano opera dell'architetto di corte Sarkis Balyan. I soffitti sono decorati con figure di fiori dipinti a olio e le facciate con incisioni di qualità eccezionale. Le alte porte e finestre, così come le ricche decorazioni interne in colori vivaci riflettono la gloria di quell'epoca.
A nord-est, vicino alla villa, si trova uno stagno. Utilizzato fin dall'inizio solo dai proprietari, il padiglione è stato restaurato diligentemente in quattro mesi all'inizio degli anni '80, arredato con mobili antichi e aperto al pubblico come caffetteria.  Il Padiglione Giallo, il centro principale del parco, è gestito dal 1997 da Beltur, la compagnia turistica della Municipalità metropolitana di Istanbul. La struttura può accogliere sino a 100 ospiti sia in estate che in inverno.

### Il Padiglione rosa
Il Padiglione rosa (in turco: Pembe Köşk), una delle tre ville del parco costruita dal Khedive Ismail Pascià, è una tipica casa ottomana a due piani. Il padiglione, che prende il nome dal colore originale del geranio rosa, nei suoi raffinati ornamenti riflette la gloria della sua storia. Il padiglione è usato come caffetteria nei fine settimana. Inoltre, esso è disponibile per convegni e cerimonie nuziali. Nei mesi estivi, la premessa può ospitare fino a 350 ospiti, per cocktail fino a 500 persone. In inverno, possono essere serviti gruppi di sino a 150 ospiti.

### Il Padiglione bianco
Il Padiglione bianco (in turco: Beyaz Köşk) è la terza dimora costruita dal Khedive Ismail Pascià all'interno del Parco di Emirgan. Esso dista solo 150 m dal Padiglione Giallo. L'edificio in legno a due piani porta le caratteristiche architettoniche dello stile neoclassico. La villa è usata di giorno come caffetteria e di sera come ristorante specializzato in cucina turco-ottomana.